# Bahrains Davis Cup-lag
Bahrains Davis Cup-lag styrs av Bahrain lawn tennisförbund och representerar Bahrain i tennisturneringen Davis Cup, tidigare International Lawn Tennis Challenge. Bahrain debuterade i sammanhanget 1989 och har bland annat gått vidare från första omgången i Asien-Oceanienzonens Grupp II.